# The Love Mask
The Love Mask er en amerikansk stumfilm fra 1916 af Frank Reicher.

## Medvirkende
- Cleo Ridgely som Kate Kenner
- Wallace Reid som Dan Derring
- Earle Foxe som Silver Spurs
- Bob Fleming som Jim
- Dorothy Abril som Estrella